# Куточки (настільна гра)

Початкова позиція в грі

Куточки — настільна логічна гра на квадратному полі розміром 8x8 (10x10) клітин для двох учасників. 

## Історія гри
Напевно виникла як домашній варіант більш давньої гри галми.  

## Мета гри і нічийна стратегія
Мета гри переставити всі свої шашки в будинок суперника. Гравець, що зробив це першим, виграє. Однак, якщо другий гравець потратив на те, щоб завести шашки, таку саму кількість ходів, то гру завершено внічию, на відміну від галми. 
Той, хто програв, добудовує свій будинок і підраховує, на скільки ходів (очок) він відстав від переможця. 

## Початкова позиція
В оригінальній версії грають на дошці 16x16, у країнах колишнього Радянського Союзу популярніший варіант гри на шахівниці, 8х8 клітин. 
На початку гри шашки обох гравців займають свої стартові позиції (вдома). Буває три варіанти розміщення шашок у будинку: 3х3, 3х4, і кутом. 

## Переміщення шашок
Кожен гравець може за один хід перемістити одну шашку. Шашки можна переміщати в будь-якому напрямку на сусідню порожню клітину, шашки можуть перестрибувати через свої та чужі шашки. Перестрибувати можна по вертикалі, або по горизонталі, якщо за шашкою є порожня клітина. Стрибки можуть бути багаторазовими, при цьому перестрибувати шашка може як через свої шашки, так і через шашки супротивника. Гравець не зобов'язаний перестрибувати через всі можливі шашки, тобто він може вирішити будь-коли припинити багаторазовий хід. 

## Завершення гри
Гру завершено, якщо виконуються такі умови: 
- Один з гравців перемістив всі свої шашки в будинок суперника. Цей гравець виграв гру.
- Один з гравців усе ще має кілька своїх шашок у своєму домі й при цьому зробив більш як 40 ходів. Цей гравець програє гру.
- Гравець також програє гру, якщо він поставив одну зі своїх шашок назад у свій будинок після 40-го ходу.

Останні два правила запобігають блокуванню гравцем клітин у своєму будинку з метою перешкодити суперникові перемістити свої шашки туди. 